# Laccoptera meghalayaensis
Laccoptera meghalayaensis es una especie de insecto coleóptero de la familia Chrysomelidae.
Fue descrita científicamente en 2001 por Swietojanska.